# Hypopterygium wolffhuegelii
Hypopterygium wolffhuegelii är en bladmossart som beskrevs av Theodor Carl Karl Julius Herzog 1923. Hypopterygium wolffhuegelii ingår i släktet Hypopterygium och familjen Hookeriaceae. Inga underarter finns listade i Catalogue of Life.